# Kharshedji Rustomji Cama

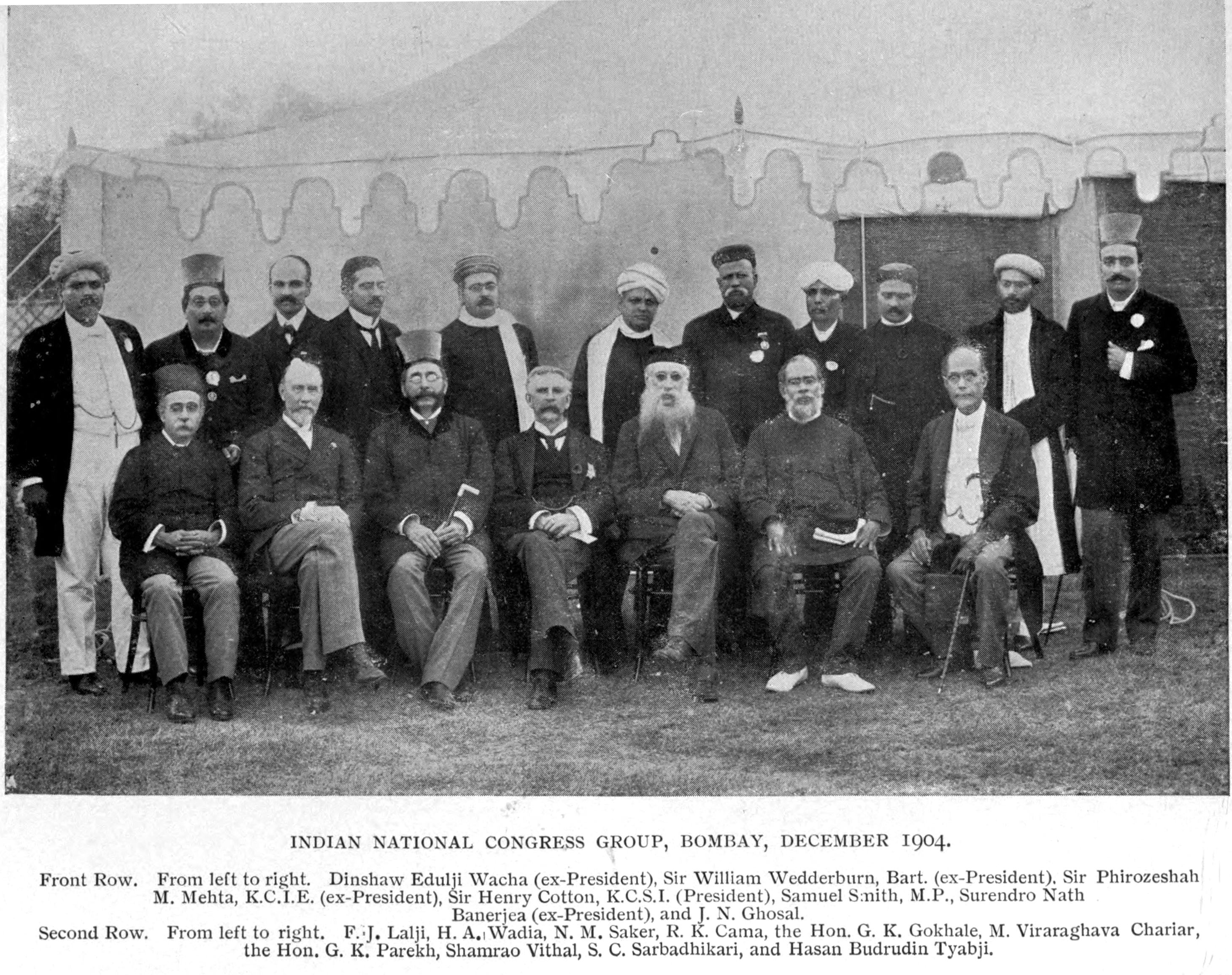
Grupul membrilor Congresului Național Indian în 1904; Cama este al patrulea din stânga, în picioare, în rândul din spate

Kharshedji Rustomji Cama (1831-1909), cunoscut adesea ca K. R. Cama, a fost un cărturar și reformator parsi din Bombay.

## Primii ani
Provenit dintr-o familie bogată, Cama și-a câștigat o reputație de savant. El a primit o educație tradițională parsi și apoi a urmat Școala Elphinstone din Bombay. Și-a abandonat studiile în 1849 pentru a se alătura unei case de comerț din Calcutta, apoi a călătorit în 1850 la Londra, revenind la Bombay în 1854. După ce s-a asociat în afaceri cu Dadabhai Naoroji, a plecat din nou în Europa, în 1855, și a studiat cu orientaliștii europeni de acolo: Julius Mohl și Julius Oppert din Paris și Friedrich von der Spiegel de la Universitatea din Erlangen. Naoroji, Cama și vărul său Mancherji Hormasji Cama au înființat prima societate de comerț indiană din Europa, cu sedii la Londra și Liverpool. Cama și Naoroji s-au retras apoi din cauza implicării firmei în comerțul cu alcool și opiu.

## Reformator
Cama a făcut parte dintr-un grup identificabil de reformatori parsi din Bombay, din care făceau parte Naoroji și Manockjee Cursetjee, care erau preocupați de reforma educațională, poziția femeilor în societate și participarea politică la conducerea Indiei. Aceste interese s-au desfășurat, de obicei, în paralel cu opoziția față de sistemul de administrare locală Panchayat și cu reforma religioasă. Cama a sprijinit publicația reformistă Rast Goftar („Vestitorul adevărului”), fondată în 1851.
Cama a fost un membru al Amelioration Society înființate în 1855 de către Merwanji Framji Panday, care i-a reunit pe conservatorii și reformatorii parsi. În anii 1860 a început să se concentreze pe propriile sale rădăcini intelectuale și a contribuit la dezvoltarea educației școlare în comunitatea parsi. El a fost o figură influentă, de asemenea, în Societatea Asiatică din Bombay.
Cama a fost considerat liderul religios reformator al acelei perioade și a fondat o asociație, Zarthoshti Din ni Khol Karnari Mandali („Societatea pentru promovarea cercetării asupra religiei zoroastriene”) pentru a-și promova punctele de vedere, în urma unei întâlniri cu preoții zoroastrieni (dasturs) în 1864. Studiile sale cu privire la limbile avestană și pahlavi din Europa l-au făcut capabil să critice deficiențele școlare ale preoților locali. Programul său prevedea excluderea din practica religioasă parsi a tuturor elementelor hinduse și îmbunătățirea educației din școlile madressa; în cazul Sir Jamsetjee Jejeebhoy Zarthoshti Madressa (fondată în 1863) el a intervenit în 1881 pentru a reforma sistemul și cerințele de acces. A fost director fondator al Alexandra Native Girls' English Institution. Programul social al lui Behramji Malabari, care viza reformarea obiceiurilor hinduse, a atras, de asemenea, sprijinul său. Conservatorii ortodocși parsi au numit grupul reformator din jurul societății Mandali drept „protestanții parsi”.

## Influență
Începând din 1861 Cama a predat limbile avestană și pahlavi în casa lui, prin metode didactice folosite în filologia europeană. Printre elevii săi au fost Sheriarji Dadabhai Bharucha, pe care l-a învățat limba pahlavi. El a fost o influență timpurie asupra lui Jivanji Jamshedji Modi, care va deveni ulterior biograful său.
Interesat de reforma calendarului, Cama a publicat studii cu privire la calendarul zoroastrian în anii 1860. A contestat data acceptată a sosirii populației parsi în India, stabilind-o în 936, față de anul 716, așa cum se considera pe atunci (Dastur Kamdin). În 1870, el a început să facă speculații cuprinzătoare cu privire la religie, incluzând mithraismul și francmasoneria între domeniile sale de interes, și adresându-se persoanelor din afara comunității parsi.

## Moștenire
În anul 1916 a fost înființat Institutul K. R. Cama cu scopul de a-i perpetua memoria, în urma unor reuniuni ale reprezentanților administrației britanice, reformatorilor parsi, oamenilor de afaceri și ai Wilson College. Comerciantul hindus Damodhardas Gordhandas Sukhadwala a oferit sprijin financiar pentru un institut, care a fost inaugurat de lordul Willingdon. El a fost găzduit inițial în clădirea Sukhadwala de pe strada Hornby. Începând din 1936 a avut un sediu propriu pe strada Apollo nr. 136, Fort, Bombay. El editează cărți și un ziar. Biblioteca institutului a fost formată inițial din cărțile aflate în colecția personală a lui Cama, devenind ulterior o bibliotecă de cercetare pentru orientaliști.

## Familie
Cama a fost căsătorit de două ori. Fiul său, Rustamji, a fost căsătorit cu Bhikaiji Cama.